# Yasukazu Tanaka
Yasukazu Tanaka (Japó, 15 de juny de 1933) és un futbolista japonès que disputà quatre partits amb la selecció japonesa.